# Andreas Ludwig Jacob Michelsen

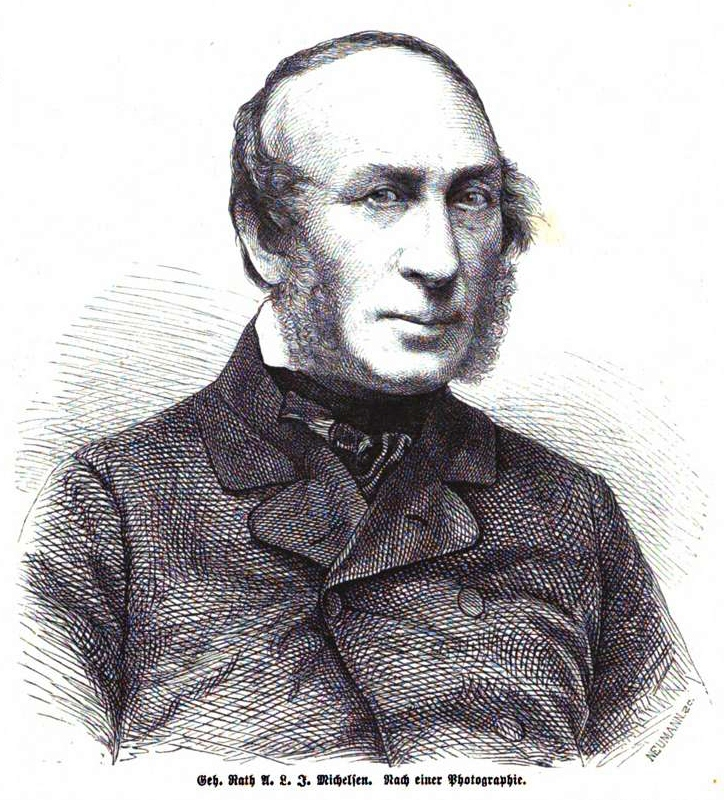
Andreas Ludwig Jacob Michelsen, 1864. Grafik von Adolf Neumann.

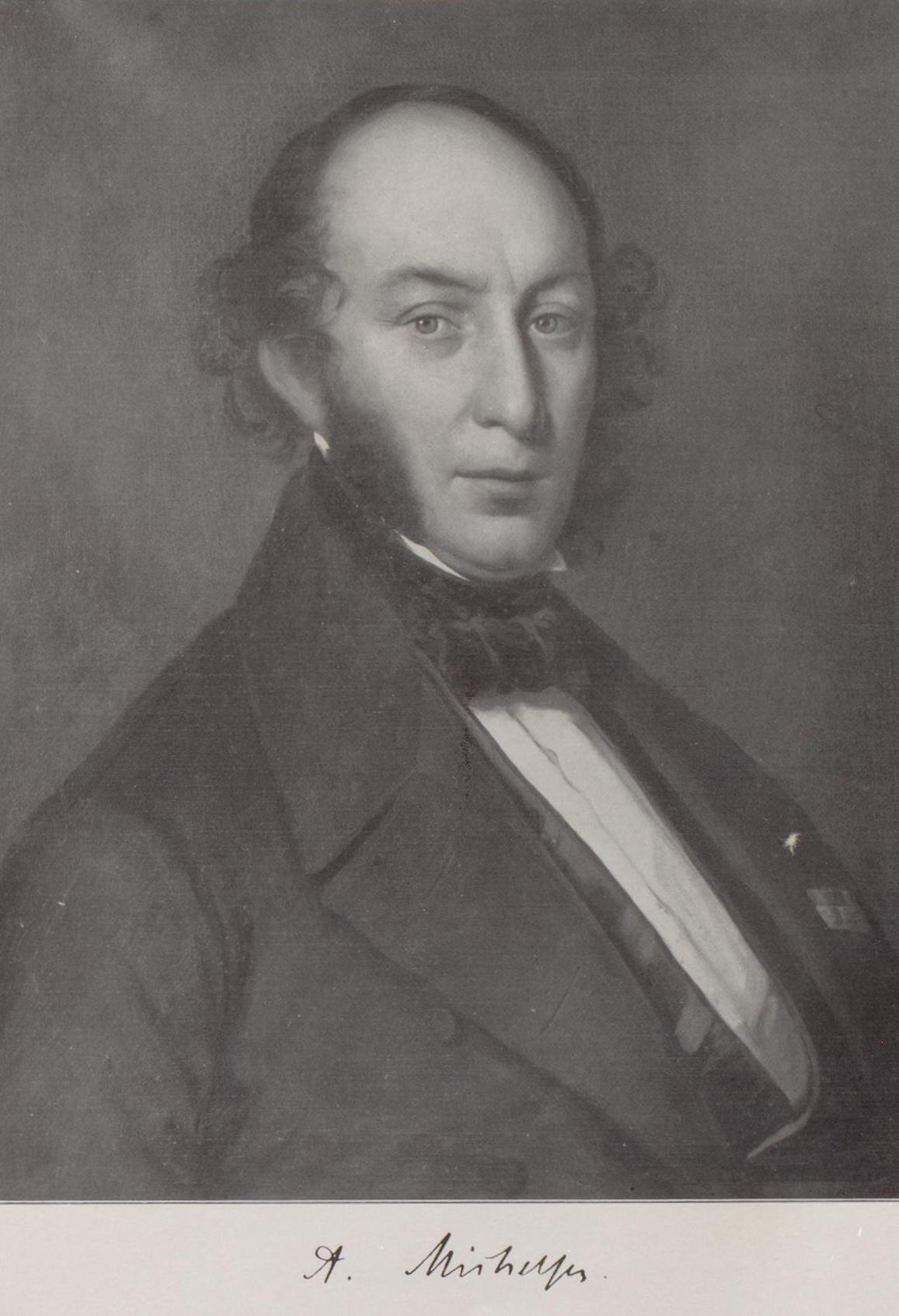
Andreas Ludwig Jacob Michelsen

Andreas Ludwig Jacob Michelsen (* 31. Mai 1801 in Satrup; † 11. Februar 1881 in Schleswig) war ein deutscher Historiker, Jurist, Journalist, Politiker und Mitglied der Frankfurter Nationalversammlung.

## Leben
Andreas Ludwig Jacob war der Sohn des Diakons Franz Michelsen (* April 1766 in Flensburg; † 15. Januar 1806 in Oeddis) und dessen Frau Johanna Henriette von Born (27. März 1782 in Kopenhagen; † 1861). Seine Kindheit erlebte er in Altona und besuchte ab Ostern 1816 das Gymnasium Christianeum. 1819 begann er an der Christian-Albrechts-Universität zu Kiel ein Studium der Rechtswissenschaften, Geschichte und Philosophie und wurde Mitglied der Alten Kieler Burschenschaft. Dieses Studium setzte er 1821 an der Universität Göttingen fort. 1823 hatte er sein juristisches Staatsexamen bestanden und absolvierte mit Hilfe eines staatlichen Stipendiums 1824/25 eine Studienreise, die ihn nach Berlin, Heidelberg, Paris und Kopenhagen führte und in deren Zug er Deutschland, die Schweiz, Frankreich, Holland und Dänemark bereiste. Am 20. November 1824 wurde er mit der Arbeit De exceptione rei venditae et traditae in Berlin zum Doktor der Rechte promoviert. Er ließ sich dann in Kopenhagen nieder, wo er sich mit der Geschichte Schleswig-Holsteins beschäftigte. Er wurde Mitglied der isländischen Literaturgesellschaft, der königlichen Gesellschaft für vaterländische Geschichte und Sprache und der Königlich Norwegischen Gesellschaft der Wissenschaften. Nachdem er eine Reihe von geschichtlichen Arbeiten publiziert hatte, erhielt er am 11. August 1829 als Nachfolger Friedrich Christoph Dahlmanns eine außerordentliche Professur der Geschichte an der Universität Kiel. Auch hier verfasste er einige historische Arbeiten, erhielt 1833 die Ehrendoktorwürde der Philosophie, wurde 1834 korrespondierendes Mitglied der Gesellschaft für pommerische Geschichte und 1835 der Gesellschaft für Mecklenburgische Geschichte. 1837 wurde er ordentlicher Professor in Kiel, wurde im selben Jahr Mitglied der Kurländischen Gesellschaft für Literatur und Kunst, 1838 des Nassauischen Vereins für Geschichte und 1839 der Gesellschaft für friesische Geschichte in Leeuwarden.
Ab 1842 bis 1861 war er als Professor des Staats- und Völkerrechts in Jena tätig, außerdem 1843 als Hof- und Justizrat und 1845 als Geheimer Justizrat. Von 1844 bis 1848 war er außerdem Redakteur bei der Neuen Allgemeinen Jenaer Literaturzeitung. Ab 1844 war er juristischer Berater des Herzogs Christian August von Schleswig-Holstein-Sonderburg-Augustenburg. 1851 wurde er Mitdirektor des staatswissenschaftlichen Seminars in Jena, 1855 Oberappellationsrat und im selben Jahr Mitglied der 'Königlichen Akademie der Wissenschaften in München. Zudem beteiligte er sich an den organisatorischen Aufgaben der Hochschule und war in den Sommersemestern 1850, 1855 Rektor der Alma Mater. 1856 wurde er Mitglied der Königlich Sächsischen Gesellschaft der Wissenschaften in Leipzig, 1857 der Gesellschaft für niederländische Literatur in Leiden und der Judical Society in London. 1858 wurde Michelsen Ehrenmitglied des voigtländischen Altertumsforschenden Vereins, 1861 Ehrenbürger der Stadt Jena. Er erhielt 1864 das Komturkreuz des großherzoglich Oldenburgischen Haus- und Verdienstordens und 1865 das Komturkreuz des Herzoglich sachsen-ernestinischen Hausordens. 1845 wurde er Vorsitzender des Vereins für Thüringische Geschichte und von 1863 bis 1864 war er Erster Vorstand des Germanischen Nationalmuseums in Nürnberg. 1863 bis 1866 war er wiederum als Berater für Herzog Christian August von Augustenburg in Frankfurt am Main und Kiel tätig. Nach 1867 war er als Privatgelehrter und wissenschaftlicher Schriftsteller in Schleswig tätig.
In den Revolutionsjahren 1848/49 war er Abgeordneter für den Wahlkreis 1, Schleswig (Fehmarn) im Paulskirchenparlament. Er schloss sich der Fraktion Casino an und war Mitglied des Gesetzgebungsausschußes. 1848 war er als Sonderbeauftragter der provisorischen schleswig-holsteinischen Regierung in Berlin tätig. 1849 war er Abgeordneter im Gothaer Nachparlament.
Am 2. Oktober 1840 verheiratete sich Michelsen mit der Komtesse Ernestine Sophie Friedericke von Brockdorf. Die Ehe blieb kinderlos.

## Werke (Auswahl)
- Dissertatio inauguralis de exceptione rei venditae et traditae. Schade, Berlin 1824 (Online).
- Nordfriesland im Mittelalter. Eine historische Skizze. Königliches Taubstummen-Institut, Schleswig 1828 (Online).
- Archiv für Staats- und Kirchengeschichte der Herzogthümer Schleswig, Holstein, Lauenburg. Mehrere Bände seit 1833 (Band 1 Online, Band 2 Online und Band 4 Online).
- (Hrsg.) Urkundenbuch zur Geschichte des Landes Dithmarschen. Hammerich, Altona 1834 (Online).
- Der ehemalige Oberhof zu Lübeck und seine Rechtssprüche. Hammerich, Altona 1839 (Online)
- Ueber die ehemaligen Landestheilungen in Schleswig-Holstein unter dem Oldenburgischen Hause. Mohr, Kiel 1839 (Online).
- (Hrsg.): Urkundensammlung der Schleswig-Holstein-Lauenburgischen Gesellschaft für vaterländische Geschichte. Königliche Schulbuchdruckerei, Kiel 1839 (Online).
- Entstehung und Begründung der Predigerwahl in Schleswig-Holstein als protestantischer Norm. Mohr, Kiel 1841 (Online).
- (Hrsg.): Sammlung altdithmarscher Rechtsquellen. Hammerich, Altona 1842 (Online).
- Polemische Erörterung über die schleswig-holsteinische Staatssucession mit bisher ungedruckten Urkunden. Weidmann, Leipzig 1844 (Online).
- Acta iudicialia in causa quae inter comites Holsatiae et consules Hamburgenses, medio saeculo XIV Agitata est de Libertate civitatis Hamburgensis Publica. Frommann, Jena 1844 (Online).
- Zweite polemische Erörterung über die Schleswig-Holsteinische Staatssuccession. Weidmann, Leipzig 1846 (Online).
- Über die Genesis der Jury, Wigand, Leipzig, 1847 (Online).
- Die vier wichtigsten Actenstücke der schleswigschen Ständeversammlung von 1846. Frommann, Jena 1847 (Online).
- Specimen codicis diplomatici Jenensis. Frommann, Jena 1852 (Online).
- Ueber die Ehrenstücke und den Rautenkranz als historische Probleme der Heraldik, Frommann, Jena 1854 (Digitalisat).
- Codex Thuringiae diplomaticus. Sammlung ungedruckter Urkunden zur Geschichte Thüringens. Frommann, Jena 1854 (Bd. 1 Online).
- Die Hausmarke. Eine germanistische Abhandlung. Frommann, Jena 1855 (Online).
- Ueber die festuca notata und die germanische Traditionssymbolik. Frommann, Jena 1856 (Online).
- Urkundlicher Ausgang der Grafschaft Orlamünde. Hauptsächlich nach Urkunden der Hofmann-Heydenreichischen Handschrift. Frommann, Jena 1856 (Online).
- Die ältesten Wappenschilde der Landgrafen von Thüringen. Frommann, Jena 1857 (Online).
- Johann Friedrich der Grossmüthige Stadtordnung für Jena. Frommann, Jena 1858 (Online).
- Frisiae septemtrionalis vetus jus aggerale. Frommann, Jena 1859 (Online).
- Urkundlicher Beitrag zur Geschichte der Landfrieden in Deutschland. Germanisches Museum, Nürnberg 1863 (Online).
- Über Schleswig-Holsteinische Staatserbfolge. E. F. Thienemann, Gotha 1864.
- Schleswig-Holsteinische Kirchengeschichte, 3 Bde. Homann, Kiel 1873–1877 (Online).